# Knöllusern
Knöllusern (Medicago turbinata) är en ärtväxtart som först beskrevs av Carl von Linné, och fick sitt nu gällande namn av Carlo Allioni. I den svenska databasen Dyntaxa används istället namnet Medicago tuberculata. Enligt Catalogue of Life ingår Knöllusern i släktet luserner och familjen ärtväxter, men enligt Dyntaxa är tillhörigheten istället släktet luserner och familjen ärtväxter. Arten förekommer tillfälligt i Sverige, men reproducerar sig inte. Inga underarter finns listade i Catalogue of Life.

## Bildgalleri

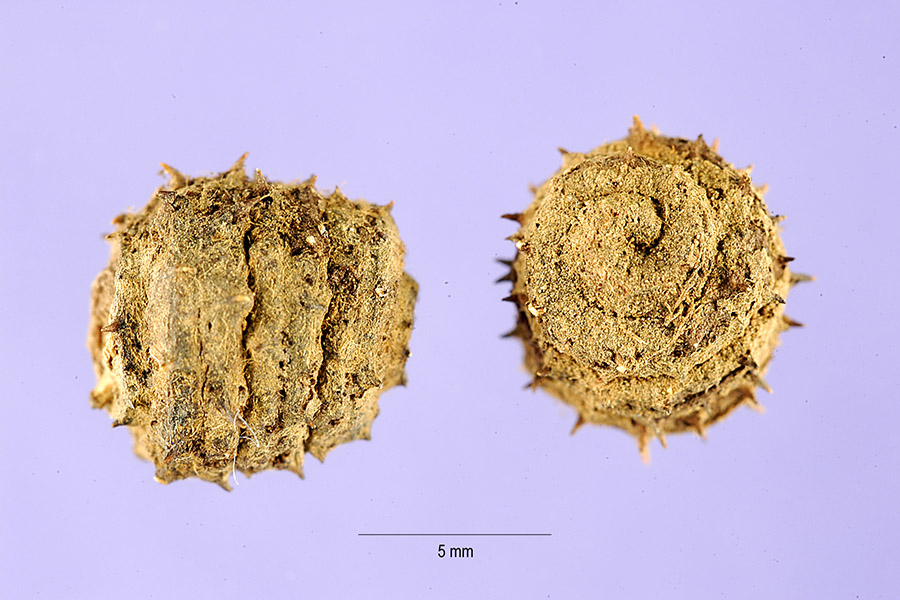
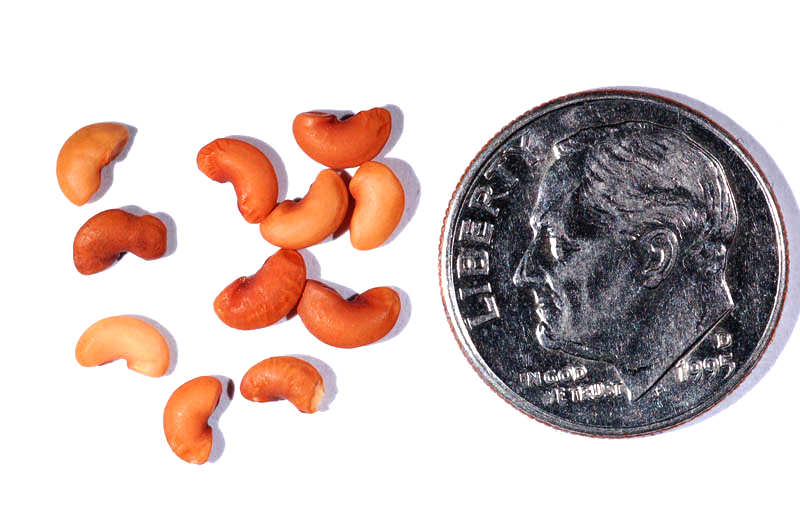
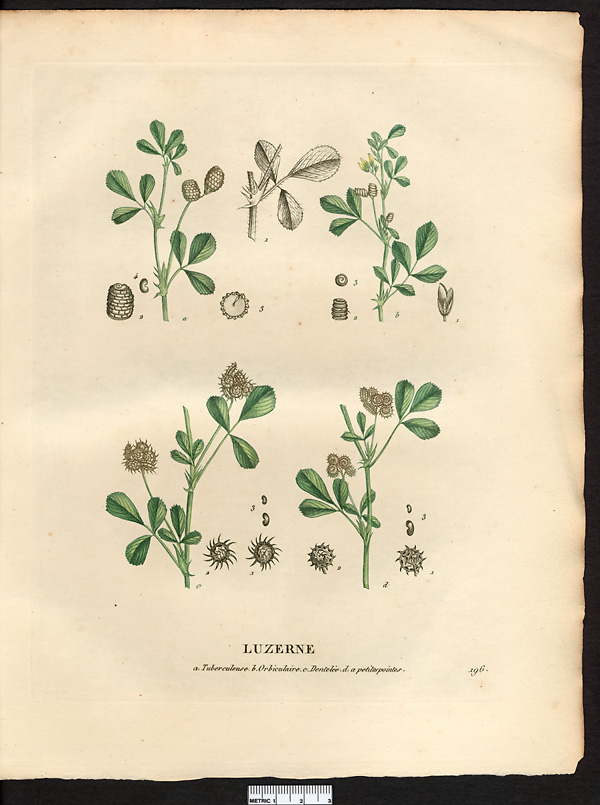
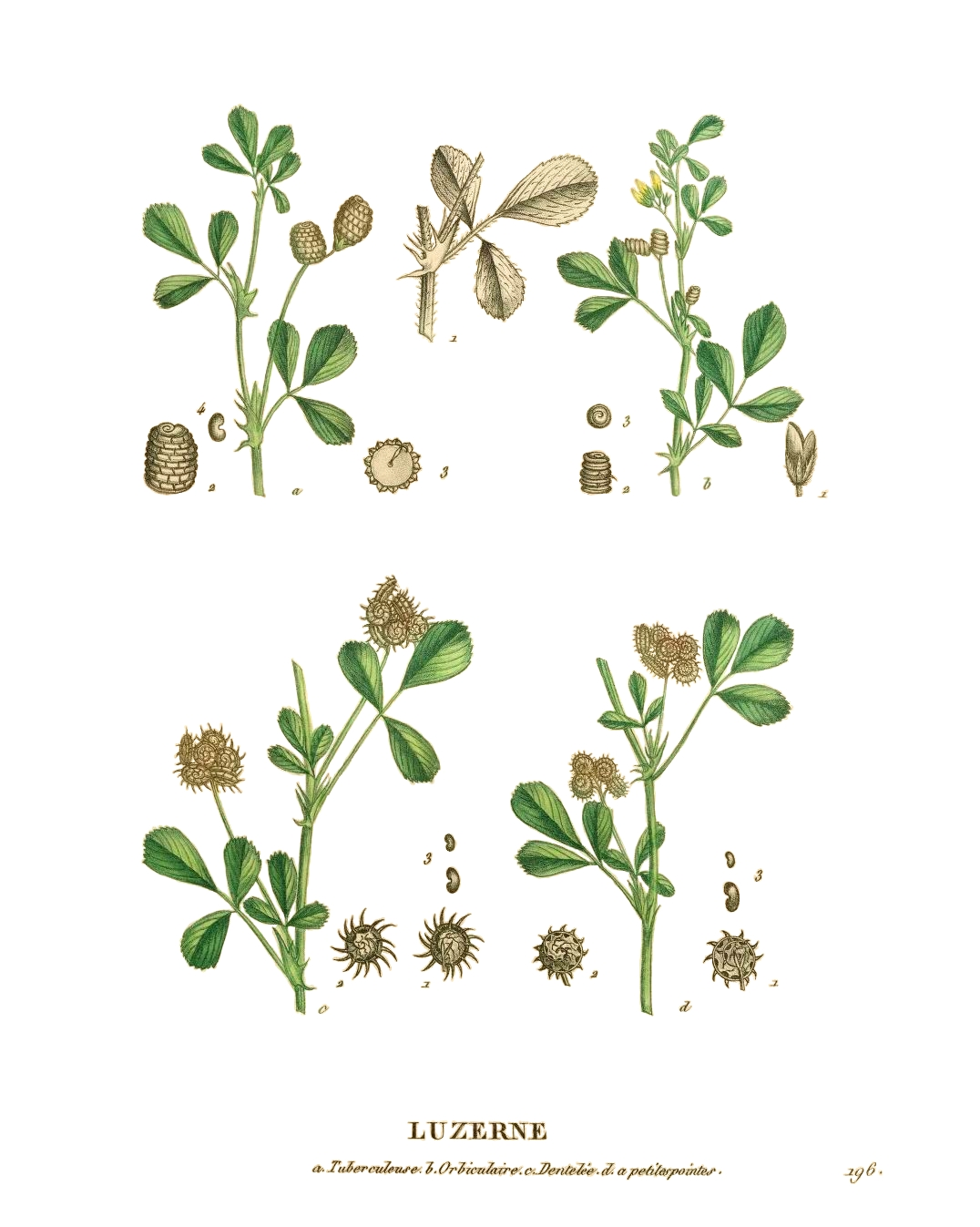